# Іздебник (Малопольське воєводство)
Іздебник (пол. Izdebnik) — село в Польщі, у гміні Лянцкорона Вадовицького повіту Малопольського воєводства.
Село розташоване приблизно за 4 км на схід від Лянцкорони, 19 км на схід від Вадовиць, і за 25 км на північний захід від обласного центру Кракова. Розташоване при дорозі Краків - Цешин, вздовж річки Ястшембки (пол. Jastrzebski).
Населення — 2145 осіб (2011).

## Історія
Згадується в 1346 році.
В Іздебнику колись була відома у всій Галичині і інші частині Австро-Угорської імперії мануфактура з виробництва алкогольних напоїв. Її продукція була добре відома як пол. jarzebiaki. Засновником цієї компанії був представник імператорського дому Габсбургів - ерцгерцог Райнер.
У 1975-1998 роках село належало до Бельського воєводства, підпорядковувалося районній адміністрації у Вадовицях.

## Демографія
Демографічна структура станом на 31 березня 2011 року:
|          | Загалом | Допрацездатний вік | Працездатний вік | Постпрацездатний вік |
| -------- | ------- | ------------------ | ---------------- | -------------------- |
| Чоловіки | 1019    | 246                | 683              | 90                   |
| Жінки    | 1126    | 222                | 706              | 198                  |
| Разом    | 2145    | 468                | 1389             | 288                  |